# Audi Cabriolet
 (mars 2024).
Si vous disposez d'ouvrages ou d'articles de référence ou si vous connaissez des sites web de qualité traitant du thème abordé ici, merci de compléter l'article en donnant les références utiles à sa vérifiabilité et en les liant à la section « Notes et références ».
L'Audi Cabriolet est une version découvrable de l'Audi Coupé sorti en 1992. De par son poids déjà élevé et sa conception, il ne sera jamais équipé de la transmission intégrale quattro. Grâce à son succès, il continuera sa carrière jusqu'en 2002 et sera remplacé par l'Audi A4 II cabriolet.

## Historique du modèle

### Général
Au début de la production, la Cabriolet n'était disponible qu'avec le célèbre moteur cinq cylindres de 2,3 litres (133 ch). Le moteur V6 de 2,8 litres et 128 kW (174 ch) n'a suivi qu'en novembre 1992.
À partir de janvier 1993, un quatre cylindres de deux litres (115 ch) était disponible pour la Cabriolet. En juin 1993, la production du moteur V6 de 2,6 l et 110 kW (150 ch) a commencé.
En 1994, l'airbag conducteur devient de série, avec l'airbag passager en option. Cela a été ajouté à l'équipement de série en 1995.
La production du moteur cinq cylindres a été interrompue à l'été 1994.
À partir de juin 1995, Audi a équipé (en tant que tout premier cabriolet) la Cabriolet d'un moteur turbo diesel de 1,9 litre et 90 ch.
En avril 1997, l'Audi Cabriolet a été rénovée. Ce lifting s'est caractérisé par une révision visuelle du pare-chocs et de la partie avant, une conception des chiffres modifiée dans le groupe d'instrumentations, qui a été adapté de la gamme A4 de l'époque, et de légères améliorations de la carrosserie et de la technologie. Il y avait aussi un moteur quatre cylindres 20V d'une cylindrée de 1,8 litre et 92 kW (125 ch).
Pendant toute sa période de construction, l'Audi Cabriolet était disponible avec la transmission manuelle à cinq vitesses, connue, de l'Audi 80 de l'époque, ainsi qu'avec une transmission automatique à quatre vitesses moyennant un supplément. Bien qu'Audi ait annoncé dans des supports d'information et de publicité, au début de la production, la disponibilité ultérieure d'une transmission quattro, elle est exclusivement restée un véhicule à traction avant jusqu'à la fin.

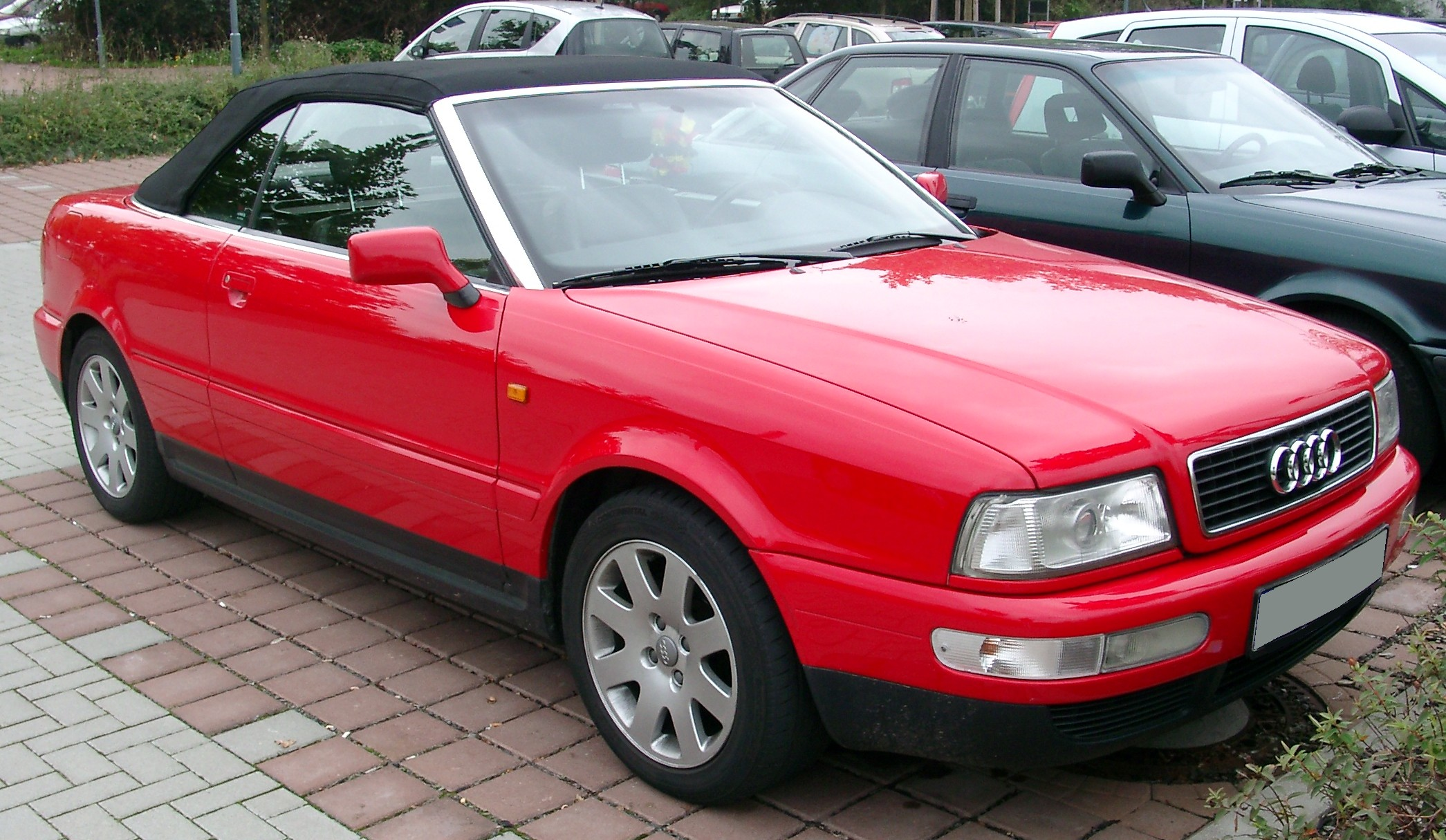
Audi Cabriolet (1997–2000)
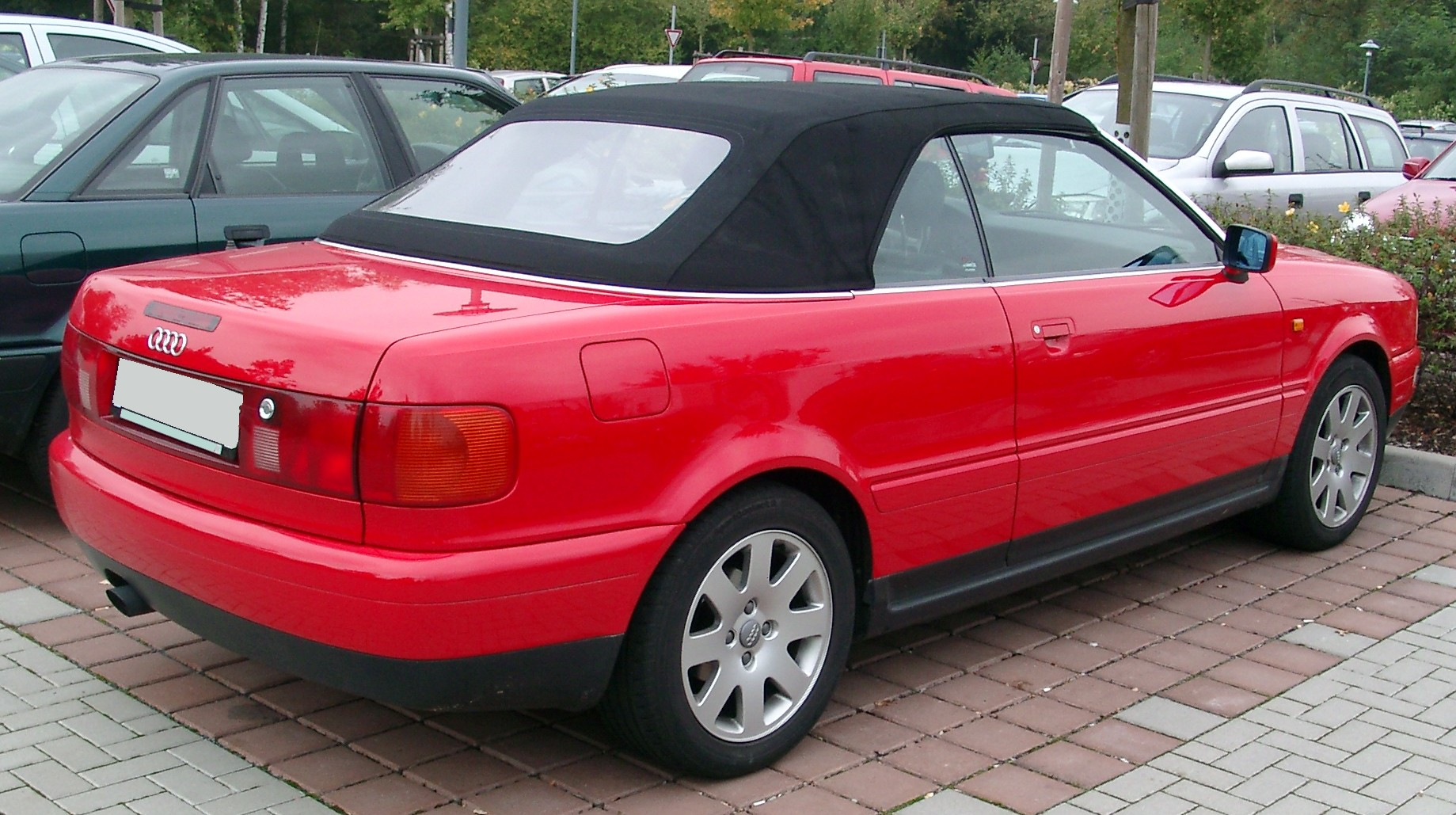
Vue arrière
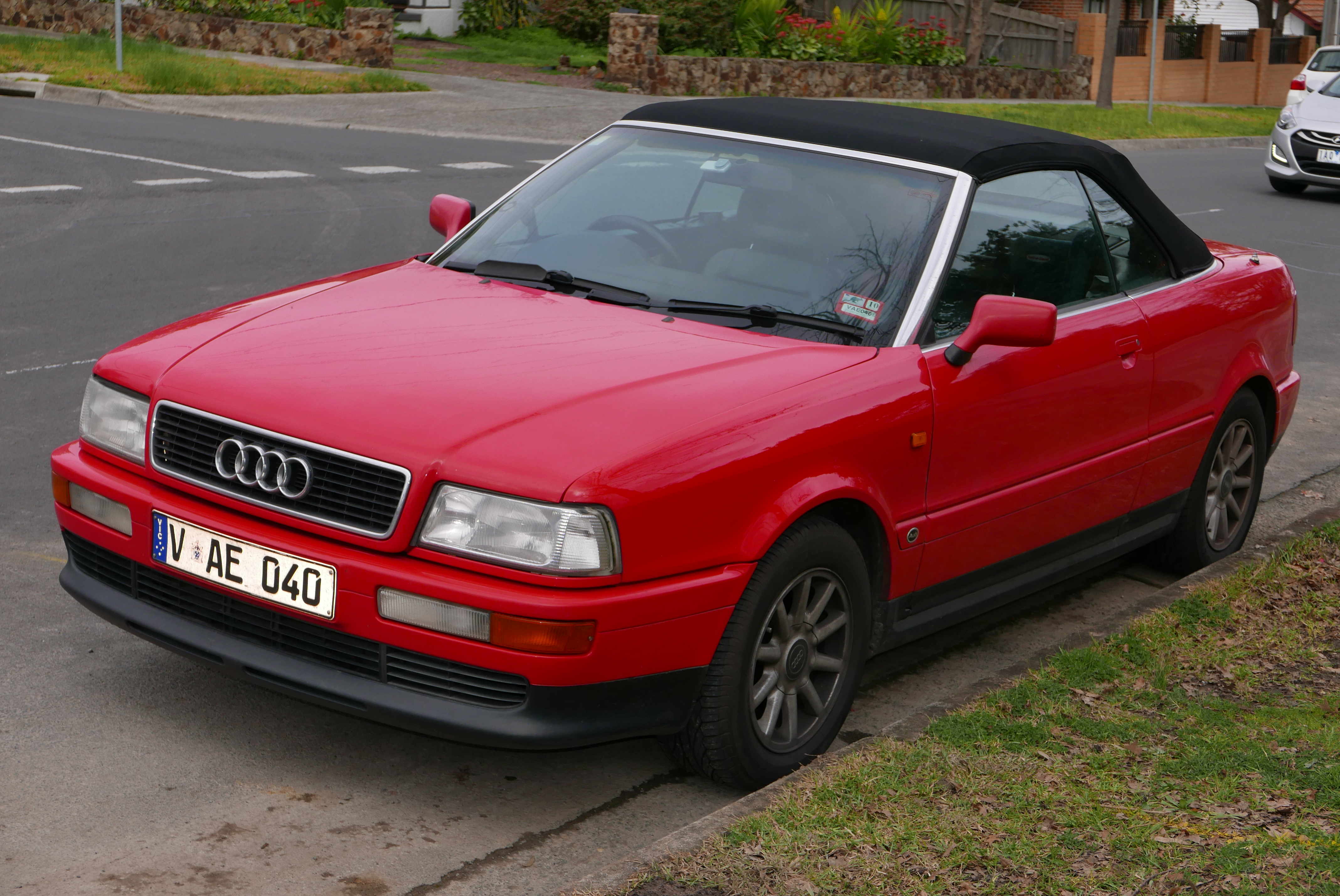
Audi Cabriolet V6 (1999)
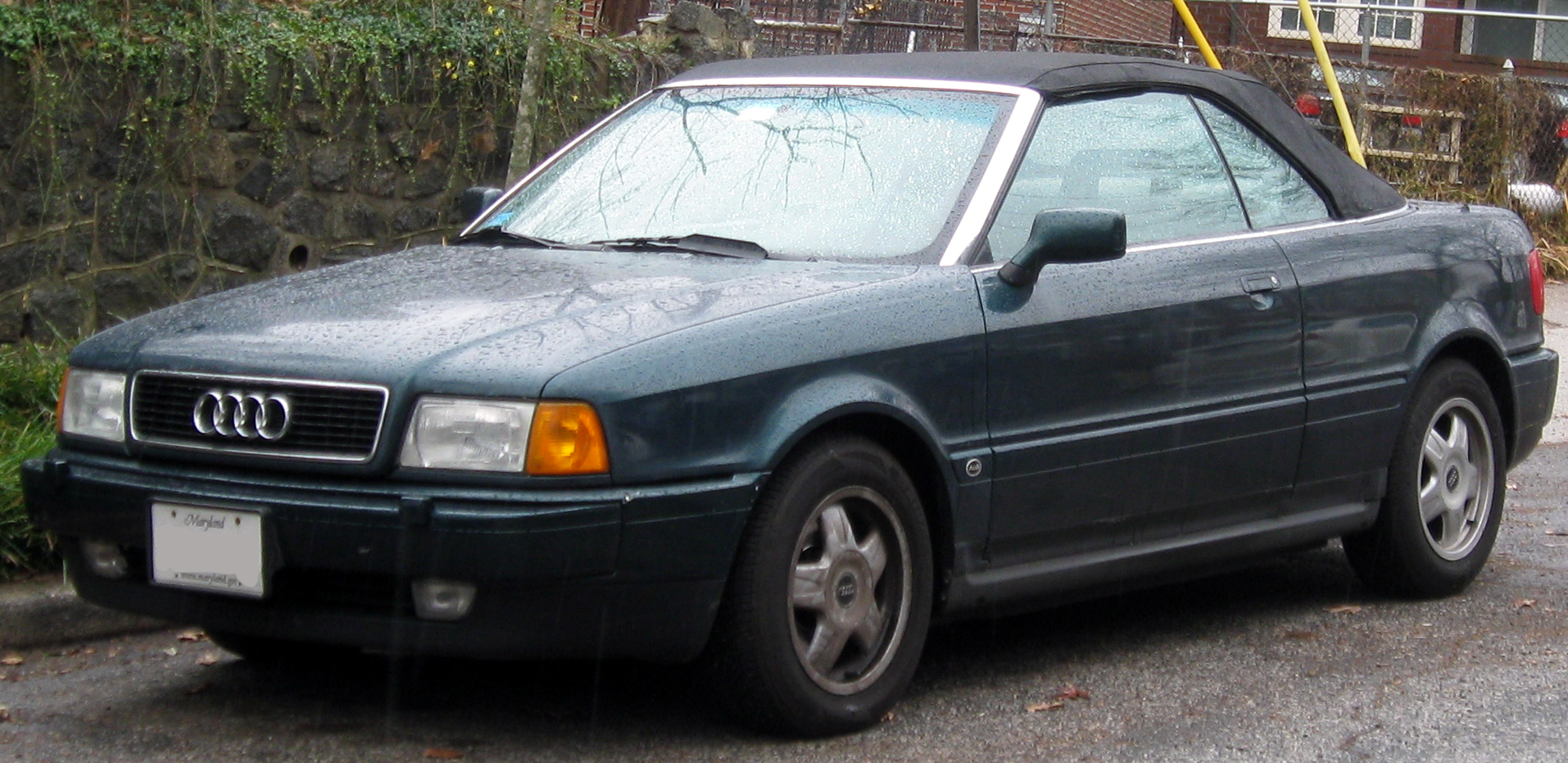
Audi Cabriolet (version américaine)

## Nouvelles immatriculations en Allemagne
À partir de 1999, les nouvelles immatriculations annuelles d'Audi Cabriolet en Allemagne sont répertoriées selon les statistiques de l'Autorité fédérale des transports motorisés.
| Année    | 1999  | 2000  |
| -------- | ----- | ----- |
| Quantité | 3.235 | 2.194 |

À partir de 2001, les nouvelles immatriculations restantes ne peuvent pas être clairement déduites des statistiques, puisque l'Audi Cabriolet était signalée avec son modèle successeur, l'Audi A4 Cabriolet.